# Équipe d'Uruguay masculine de handball au Championnat du monde 2021
Cet article relate le parcours de l'équipe de l'Uruguay lors du Championnat du monde 2021 qui a lieu en Égypte en janvier 2021. Pour sa 1re participation aux Championnats du monde, l'Uruguay fini à la 24e place sur les 32 équipes sélectionnées.

## Présentation

### Qualification
La 3e place de l'Uruguay au Championnat d'Amérique du Sud et centrale masculin de handball 2020 lui permet de décrocher une place pour le championnat du monde 2021.

## Résultats

### Tour préliminaire
|   | Équipe    | Pts | J | G | N | P | Bp  | Bc | Diff |
| - | --------- | --- | - | - | - | - | --- | -- | ---- |
| 1 | Hongrie   | 6   | 3 | 3 | 0 | 0 | 107 | 73 | 34   |
| 2 | Allemagne | 4   | 3 | 2 | 0 | 1 | 81  | 43 | 38   |
| 3 | Uruguay   | 2   | 3 | 1 | 0 | 2 | 42  | 87 | -45  |
| 4 | Cap-Vert  | 0   | 3 | 0 | 0 | 3 | 27  | 54 | -27  |

| 15 janvier 2021 19h00 | Allemagne             | 43 – 14  | Uruguay            | Handball Hall, Ville du 6 Octobre Arbitrage : Julian Grillo et Sebastian Lenci |
| 15 janvier 2021 19h00 | Timo Kastening (en) 9 | (16 – 4) | Diego Morandeira 4 | Handball Hall, Ville du 6 Octobre Arbitrage : Julian Grillo et Sebastian Lenci |
| 15 janvier 2021 19h00 | ×4                    | Rapport  | ×1 ×2              | Handball Hall, Ville du 6 Octobre Arbitrage : Julian Grillo et Sebastian Lenci |

| 17 janvier 2021 21h30 | Hongrie         | 48 – 18  | Uruguay            | Handball Hall, Ville du 6 Octobre Arbitrage : Majid Kolahdouzan et Alireza Mousaviannazhad |
| 17 janvier 2021 21h30 | Dominik Máthé 8 | (16 – 8) | Diego Morandeira 4 | Handball Hall, Ville du 6 Octobre Arbitrage : Majid Kolahdouzan et Alireza Mousaviannazhad |
| 17 janvier 2021 21h30 | ×2 ×3           | Rapport  | ×2                 | Handball Hall, Ville du 6 Octobre Arbitrage : Majid Kolahdouzan et Alireza Mousaviannazhad |

| 19 janvier 2021 19h00 | Uruguay | 10 – 0 | Cap-Vert | Handball Hall, Ville du 6 Octobre |

### Tour principal
|   | Équipe    | Pts | J | G | N | P | Bp  | Bc  | Diff |
| - | --------- | --- | - | - | - | - | --- | --- | ---- |
| 1 | Espagne   | 9   | 5 | 4 | 1 | 0 | 162 | 134 | 28   |
| 2 | Hongrie   | 8   | 5 | 4 | 0 | 1 | 160 | 131 | 29   |
| 3 | Allemagne | 5   | 5 | 2 | 1 | 2 | 153 | 122 | 31   |
| 4 | Pologne   | 5   | 5 | 2 | 1 | 2 | 138 | 119 | 19   |
| 5 | Brésil    | 3   | 5 | 1 | 1 | 3 | 136 | 139 | -3   |
| 6 | Uruguay   | 0   | 5 | 0 | 0 | 5 | 88  | 192 | -104 |

| 21 janvier 2021 16h30 | Uruguay         | 16 – 30  | Pologne            | Handball Hall, « nouvelle capitale » Arbitrage : Belkhiri, Hamidi |
| 21 janvier 2021 16h30 | Máximo Cancio 6 | (9 – 14) | Arkadiusz Moryto 8 | Handball Hall, « nouvelle capitale » Arbitrage : Belkhiri, Hamidi |
| 21 janvier 2021 16h30 | ×1              | Rapport  | ×1 ×6              | Handball Hall, « nouvelle capitale » Arbitrage : Belkhiri, Hamidi |

| 23 janvier 2021 16h30 | Uruguay         | 23 – 38   | Espagne       | Handball Hall, « nouvelle capitale » Arbitrage : Alaa Emam et Hossam Hedaia |
| 23 janvier 2021 16h30 | Máximo Cancio 8 | (12 – 24) | Aitor Ariño 8 | Handball Hall, « nouvelle capitale » Arbitrage : Alaa Emam et Hossam Hedaia |
| 23 janvier 2021 16h30 | Rapport         |           |               | Handball Hall, « nouvelle capitale » Arbitrage : Alaa Emam et Hossam Hedaia |

| 25 janvier 2021 16h30 | Brésil         | 37 – 17  | Uruguay         | Handball Hall, « nouvelle capitale » Arbitrage : Samir Krichen et Samir Makhlouf |
| 25 janvier 2021 16h30 | Jose Luciano 7 | (18 – 7) | Trois Joueurs 3 | Handball Hall, « nouvelle capitale » Arbitrage : Samir Krichen et Samir Makhlouf |
| 25 janvier 2021 16h30 | ×1 ×2          | Rapport  | ×2              | Handball Hall, « nouvelle capitale » Arbitrage : Samir Krichen et Samir Makhlouf |

## Statistiques et récompenses

### Buteurs
| Rang  | Joueur                | Tot. | Tirs | %    | MJ | Moy. |
| ----- | --------------------- | ---- | ---- | ---- | -- | ---- |
| 1     | Máximo Cancio         | 17   | 25   | 68 % | 5  | 3,4  |
| 2     | Diego Morandeira (en) | 12   | 31   | 39 % | 5  | 2,4  |
| 3     | Facundo Listón        | 8    | 16   | 50 % | 5  | 1,6  |
| 3     | Gerónimo Goyoaga      | 8    | 18   | 44 % | 4  | 2    |
| 5     | Cristian Rostagno     | 6    | 12   | 50 % | 5  | 1,2  |
| 5     | Gabriel Chaparro      | 6    | 12   | 50 % | 5  | 1,2  |
| 5     | Rodrigo Botejara      | 6    | 18   | 33 % | 5  | 1,2  |
| 5     | Federico Rubbo        | 6    | 19   | 32 % | 5  | 1,2  |
| 9     | Sebastián Vecino      | 4    | 7    | 57 % | 3  | 1,3  |
| 9     | Maximiliano De Agrela | 4    | 10   | 40 % | 3  | 1,3  |
| 9     | Alejandro Velazco     | 4    | 28   | 14 % | 5  | 0,8  |
| 12    | Bruno Méndez          | 3    | 7    | 43 % | 4  | 0,8  |
| 13    | Felipe González       | 1    | 4    | 25 % | 5  | 0,2  |
| 13    | Gabriel Spangenberg   | 1    | 6    | 17 % | 4  | 0,3  |
| 13    | Nicolás Fabra         | 1    | 10   | 10 % | 4  | 0,3  |
| Total | Total                 | 98   | 234  | 42 % | 6  | 16.3 |

### Gardiens de but
| N°    | Nom              | %    | Arrêts | Tirs | MJ | Moy. |
| ----- | ---------------- | ---- | ------ | ---- | -- | ---- |
| 1     | Felipe González  | 19 % | 25     | 159  | 5  | 5    |
| 2     | Andres Viera     | 25 % | 14     | 45   | 2  | 7    |
| 2     | Felipe Navarrete | 16 % | 9      | 55   | 3  | 3    |
| Total | Total            | 20 % | 48     | 240  | 6  | 8    |